# Гелен, Адольф
Адольф Фердинанд Гелен (5 сентября 1775 — 16 июля 1815) — немецкий химик и издатель.

## Жизнь и образование
Гелен родился в Бутоу, Померания (ныне Бытув, Польша). Известен как издатель научных журналов по химии, физике и фармацевтике: Neues allgemeines Journal der Chemie (1803—1806), Journal für Chemie und Physik  (1806—1810) и Repetitorium für die Pharmacie (первые серии; позже издание продолжил Иоганн Андреас Бухнер).
Он учился в университете Кёнигсберга. В 1806 году получил ординатуру в университете города Галле, где он работал химиком в клиническом институте у Иоганна Кристиана Рейле. В 1804 году обнаружил светочувствительность раствора хлорида уранила в эфире. С 1807 по 1815 год он служил в качестве академического химика в Баварской академии наук. Умер в Мюнхене 16 июля 1815, в возрасте 39 лет, от отравления мышьяком, когда проводил опыты с токсичным газом арсином.